# Kaffir Boy
Kaffir Boy é um livro autobiográfico escrito pelo sul-africano Mark Mathabane e publicado em 1986. O livro situa a vida pessoal e familiar do autor no contexto de violência política do regime de apartheid vigente na África do Sul nas décadas de 1960 e 1970. Várias discussões são apresentadas durante a narrativa, como as mudanças estruturais na sociedade sul-africana, o racismo e a ocidentalização de costumes.